# Kanton Flixecourt
Kanton Flixecourt (fr. Canton de Flixecourt) je francouzský kanton v departementu Somme v regionu Hauts-de-France. Tvoří ho 24 obcí. Zřízen byl v roce 2015.

## Obce kantonu
- Berteaucourt-les-Dames
- Bettencourt-Saint-Ouen
- Bouchon
- Canaples
- Condé-Folie
- Domart-en-Ponthieu
- L'Étoile
- Flesselles
- Flixecourt
- Franqueville
- Fransu
- Halloy-lès-Pernois
- Havernas
- Lanches-Saint-Hilaire
- Pernois
- Ribeaucourt
- Saint-Léger-lès-Domart
- Saint-Ouen
- Saint-Vaast-en-Chaussée
- Surcamps
- Vauchelles-lès-Domart
- Vaux-en-Amiénois
- Vignacourt
- Ville-le-Marclet